# 1341
1341 (MCCCXLI) a fost un an obișnuit al calendarului iulian, care a început într-o zi de miercuri.

## Evenimente
- 2 iunie: David al II-lea Bruce debarcă în Scoția după șapte ani de exil petrecuți în Normandia și își reia coroana; cu tot sprijinul din partea lui Eduard al III-lea al Angliei, Edward Balliol este îndepărtat.
- 15 septembrie: Flota lui Robert d'Anjou ocupă Milazzo după trei luni de asediu, fără ca regele Pietro al II-lea al Aragonului să poată interveni.
- 28 septembrie: Ioan Cantacuzino, trimis într-o campanie împotriva ducatului de Atena, este destituit de la conducerea armatei de către Ana de Savoia, mama împăratului minor Ioan al V-lea Paleolog, se revoltă împotriva acesteia.
- 2 octombrie: Victorie a pisanilor asupra florentinilor; pisanii încep asediul asupra orașului Lucca, recent ocupat de Florența.
- 8 octombrie: Nobilii din Adrianopol îl înscăunează pe Ioan Cantacuzino, sub numele de Ioan al VI-lea (încoronarea are loc pe 26 octombrie, la Didymotichon).
- 19 octombrie: La rândul său, Ioan al V-lea Paleologul se încoronează la Constantinopol, cu sprijinul populației.

### Nedatate
- mai: Jean de Montfort intră în Nantes și este recunoscut ca duce de Bretagne.
- august: Orașul Lucca se predă celor din Florența, contra unei sume de bani.
- august: Întâlnirea de la Paris dintre Jean de Montfort și regele Filip al VI-lea al Franței, în urma căreia regele trece de partea lui Charles de Blois, iar Jean de Montfort se retrage de la conducerea ducatului Bretagne.
- septembrie: Jean de Normandie (fiu al regelui Franței) invadează Bretagne.
- noiembrie: Jean de Montfort se predă la Nantes în mâinile lui Jean de Normandie.
- decembrie: Aflat în luptă cu teutonii în zona Kaunas, conducătorul lituanian Gedyminas esre rănit mortal.
- Contesa de Tirol, Margareta Maultasch, își alungă soțul, Ioan Henric de Boemia, și se recăsătorește cu Ludovic de Bavaria; noul cuplu este excomunicat.
- După moartea împăratului Andronic al III-lea, în Bizanț izbucnește un îndelungat război civil între Ioan al VI-lea Cantacuzino și regenții împăratului legitim Ioan al V-lea Paleolog.
- După moartea lui Ioan al III-lea, începe lupta pentru succesiune în ducatul Bretaniei dintre nepoata sa, Ioana de Penthievre (soția lui Carol de Blois) și fratele vitreg, Jean de Montfort.
- Expediție italo-portugheză în insulele Canare.
- Hanul Uzbek, conducătorul Hoardei de Aur, autorizează reconstruirea portului Caffa de către negustorii genovezi și venețieni.
- Inundații catastrofale în sudul Indiei (provincia Kerala); râul Peryiar își schimbă cursul, iar supraviețuitorii se mută în Cachin.
- Sultanul de Delhi îl alege pe Ibn Battuta pentru o misiune diplomatică în China dinastiei Yuan.

## Arte, științe, literatură și filozofie
- 28 februarie: Prima menționare în documente a carnavalului de la Köln.
- 8 aprilie: Petrarca devine poet laureat la Roma, fiind „încoronat” pe Capitoliu.
- Poetul chinez Zhang Xian scrie o lucrare referitoare la caracterul destructiv al prafului de pușcă.
- Se întemeiază Queen's College, la Oxford.

## Înscăunări
- Algirdas (Olgierd), mare cneaz al Lituaniei.
- Ioan al V-lea Paleolog, împărat al Bizanțului (1341-1391).

- Mansa Suleiman, conducător al Imperiului Mali (1341-1360).

- Tinibeg, han al Hoardei de Aur (1341-1342).

## Nașteri
- 4 ianuarie: Wat Tyler, insurgent englez (d. 1381).
- 1 septembrie: Frederic al IV-lea (cel Simplu), rege al Siciliei (d. 1377)
- Hermann al II-lea, landgraf de Hessen (d. 1413)
- Ioan al II-lea, duce de Bavaria (d. 1397)
- Ludovic, duce de Durazzo (d. 1376).
- Qu You, scriitor chinez (d. 1427)

## Decese
- 30 aprilie: Ioan al III-lea (cel Bun), 54 ani, duce de Bretagne (n. 1286)
- 15 iunie: Andronic al III-lea Paleologul, 44 ani, împărat al Bizanțului (n. 1297)
- 28 august: Levon (Leon) al IV-lea, 31 ani, rege al Armeniei (n. 1309)
- 4 decembrie: Janislaw I, arhiepiscop de Gniezno (n. ?)

### Nedatate
- decembrie: Gedyminas, 65 ani, mare duce al Lituaniei (n. 1275)
- Al-Nasr Muhammad, 45 ani, sultan mameluc al Egiptului (n. 1295)

- Guillaume Adam, misionar și scriitor francez (n. ?)

- Petrus Filipsson, arhiepiscop de Uppsala (n. ?)

- Uzbek, 58 ani, han al Hoardei de Aur (n. 1282)